# Strausberger Platz
Strausberger Platz er en stor plads i bydelen Friedrichshain i Berlin, hvor den markerer grænsen til bydelen Mitte. Pladsen er forbundet med Alexanderplatz via Karl-Marx-Allee og til Platz der Vereinten Nationen via Lichtenberger Straße. Disse to gader krydser hinanden i en oval rundkørsel ved Strausberger Platz.

## Historie
I middelalderen lå Berlins henrettelsessted nær nutidens Strausberger Platz. For eksempel blev Hans Kohlhase henrettet her i 1540. Heinrich von Kleist mindes ham i fortællingen Michael Kohlhaas. Pladsen har været en del af Berlin siden opførelsen af toldmuren i 1730'erne. I det 19. århundrede var der et kryds, hvor Große Frankfurter Strasse og Krautstrasse mødte Weberstrasse og Strausberger Strasse. Det var placeret omkring 50 meter øst for pladsens nuværende placering.
Under Anden Verdenskrig blev området omkring Strausberger Platz næsten fuldstændig ødelagt. I efterkrigstiden begyndte DDR-ledelsen at bygge nye socialistiske boligbyggerier i stilarten socialistisk klassicisme. Efter en byudviklingskonkurrence i 1951 blev bebyggelsen på det daværende Stalinallee mellem Strausberger Platz i vest og Proskauer Strasse i øst opdelt i blokke og overdraget til forskellige arkitektkollektiver for planlægning og udvikling. Udviklingen af Strausberger Platz var ansvaret for et kollektiv ledet af Hermann Henselmann fra 1952 til 1955.
Byggepladsen ved Strausberger Platz var et af udgangspunkterne for strejkerne mod de øgede arbejdskvoter i DDR den 16. juni 1953 og dermed opstanden den 17. juni 1953.

## Stedets udseende
.
- Haus Berlin set fra vest
- Haus Berlin, detaljer. Arkitekt: Hermann Henselmann

Pladsen blev i sin nuværende form anlagt i 1967 efter at et springvand designet af smed Fritz Kühn og arkitekt Heinz Graffunder var blevet installeret året før.
Restaureringen af pladsen i 2024 og den tilstødende Karl-Marx-Allee skal gøre området til en populær handelsgade igen og bevare de fredede bygningerLigesom resten af Karl-Marx-Allee er bygingerne på Strausberger Platz overvejende opført i otte etager. Der er butikker i stueetagerne.
Udmundingerne af de fire gader i pladsen er udført som porte. Mod nord og syd på Lichtenberger Straße strækker husene sig næsten til gaden og fortovet, der føres igennem via åbne arkader. Portbygningerne ved den østlige og vestlige udgang skiller sig ud over deres specielle design ud på grund af deres højde. To ti-etagers bygninger udgør den østlige ende af pladsen, og der er to 14-etagers højhuse ved den vestlige udgang. Disse blev bygget som Haus des Kindes og Haus Berlin og blev i modsætning til de øvrige bygninger på Stalinallee opført i 1950'erne som montagebygninger lavet af præfabrikerede jernbetondele.
Ud over lejligheder rummede Haus des Kindes et dukketeater, en børnehave, et børnevarehus og på øverste etage en børnecafé med skiltningen "Voksne kun ifølge med børn". Trappegelænderne med eventyrmotiver, lavet af Kunstschmiede Berlin, var bemærkelsesværdige. Miniaturedyrene, der begejstrede børnene, kan efter en renovering i 1990'erne ikke længere ses.
Haus Berlin indeholdt restauranter, caféer og en bar på de nederste og øverste etager. De to portbygninger har hver en stor inskription på deres vestside, Haus des Kindes et citat fra Goethes Faust II : "Sådan skare vil jeg gerne se, stå på åben grund med frie mennesker", Haus Berlin fra et digt af Bertolt Brecht : "Men da vi endelig besluttede at stole på vores styrke og bygge et bedre liv, generede kampen og modgang os ikke." I 1998 blev en plakette til minde om forsvaret af barrikaden på Große Frankfurter Strasse under martsrevolutionen i 1848 placeret på Haus Berlin .
Midt i rundkørslen, som vejtrafikken ledes rundt om, og hvortil der ikke er adgang for fodgængere, findes et springvand, kaldet Schwebender Ring. I midten af et stort, cirkulært vandbassin rejser sig en ring af høje vandfontæner, omgivet af en ringstruktur på otte søjler, hvortil der er fastgjort 16 høje rektangulære kobberplader med diamantblokke. Springvandets centrale springvand når en højde på 18 meter og kan også reduceres afhængigt af vinden. Metalinstallationen er omgivet af en ring af mindre springvand. Disen af de to springvandsringe og de forhøjede metalplader skaber indtrykket af en flydende ring, hvilket er navnet på springvandet. Fontænen, placeret på en firkantet plade med i alt 43 fontæner, var oprindeligt omgivet af 36 firkantede rosenbede, som optog det firkantede mønster af brolægningen omkring springvandsbassinet. Rosenbedene var i to rækker mod øst og vest og i en række på de to andre sider. Kantarealerne blev beplantet med græs.
Springvandet er blevet demonteret og renoveret siden 2024. I 2026 vil der blive opført et nyt springvand efter det historiske.
Arealerne foran boligerne rummer græsplæner og platantræer.
Metrostationen Strausberger Platz på U5-linjen ligger, ligesom den historiske plads, øst for det nuværende pladsområde.

## Karl Marx-buste
I 1983 blev en buste af Karl Marx lavet af Will Lammert rejst på det sydøstlige område af pladsen. Den danner forbindelse til Karl-Marx-Allee, som løber forbi her. Den cirka en meter høje portrætlignende bronzebuste står på en to meter høj, smal, hvid betonfod. I forbindelse med fjernelse af talrige monumenter efter den Die Wende diskuterede Senatets repræsentanter at fjerne skulpturen, men det skete ikke.